# Musée d'Art moderne Kuntsi
Le musée d'Art moderne Kuntsi (finnois : Kuntsin modernin taiteen museo) est un musée  situé dans le centre de Vaasa en Finlande.

## Présentation
À quelques pas de la place du marché de Vaasa, au bord de la mer dans le port intérieur se trouve le musée d'art moderne de Kuntsi. 
Le musée porte le nom du collectionneur d'art, le consul Simo Kuntsi, dont la collection d'art est considérée comme l'une des plus importantes collections d'art moderne et contemporain en Finlande.

## Collections
La collection d'art de la Fondation Kuntsi comprend maintenant environ 900 œuvres. La collection va du modernisme international à l'art contemporain finlandais. 

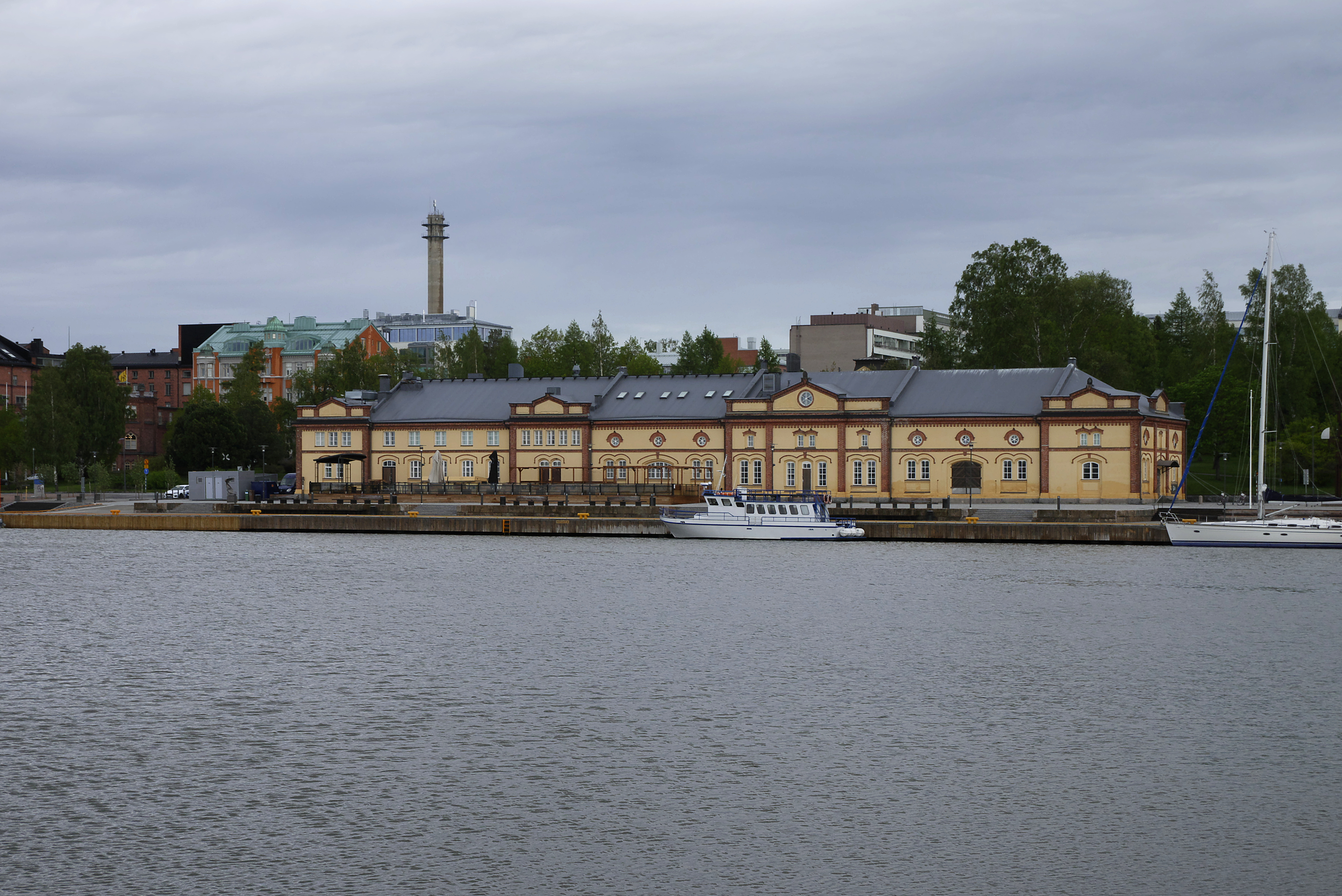
Le musée d'art moderne Kuntsi en 2019.

Les artistes étrangers les plus célèbres de la collection sont Henri Matisse, Joan Miró, Antoni Tàpies et Fernando Botero. 
La collection d'environ 320 œuvres d'art moderne finlandais comprend, entre autres, des œuvres de Kauko Lehtinen, Kimmo Kaivanto, Göran Augustson, Ernst Mether-Borgström, Kain Tapper, Aarno Salosmaa, Alpo Jaakola, Juhani Harri, Ahti Lavonen et Reino Hietanen.
Les représentants de l'art finlandais le plus récent sont Leena Luostarinen, Jan Kenneth Weckman, Marjatta Tapiola, Marika Mäkelä, Tero Laaksonen, Kuutti Lavonen, Johanna Koistinen et Pauno Pohjolainen. L'exposition comprend aussi une petite collection d'art finlandais plus ancien.
Le musée a reçu un don important en 2018 avec la collection du collectionneur d'art Lars Swaljung. 
La collection comprend de l'art contemporain finlandais et nordique, soit un total de 800 œuvres. La collection a été célébrée par un vernissage en février 2019.

## Les musées municipaux de Vaasa
Le musée d'Art moderne Kuntsi est un des musées municipaux de Vaasa, qui comprennent aussi le musée de l'Ostrobotnie , la maison d'Art de Tikanoja, la galerie d'Art de Vaasa et le musée de l'ancien Vaasa.